# Carl Heinrich Studt
Carl Heinrich Studt (lub Karl Studt, ur. 21 września 1799, zm. 26 lutego 1889 we Wrocławiu) – niemiecki architekt, urzędnik i polityk komunalny, w latach 1839−1844 radca miejski i budowlany we Wrocławiu.

## Życiorys
C.H. Studt, z wykształcenia architekt, był jednym z najstarszych uczniów Carla Ferdinanda Langhansa. W 1833 rozpoczął pracę we wrocławskiej administracji budowlanej (niem. Baudeputation). 1 lipca 1838 został wybrany przez radę miejską na miejskiego radcę budowlanego, zaś 2 października 1839 złożył przysięgę i objął urząd.
W 1844 Studt odszedł ze stanowiska, dalej pracując jako architekt, aż do przejścia na emeryturę 27 marca 1872. W tym czasie był też radnym miejskim (Stadtverordneter), a w latach 1872-1880 był również członkiem zarządu rady. C.H. Studt sprawował ponadto przez wiele lat sprawował funkcję przewodniczącego Stowarzyszenia Architektów i Inżynierów we Wrocławiu (Architekten- und Ingenieurverein zu Breslau), z której zrezygnował w marcu 1874; po rezygnacji otrzymał, obok Karla Lüdeckego i Hansa Zimmermanna, zaszczytny tytuł honorowego członka tego stowarzyszenia.

### Życie prywatne
Carl Heinrich Studt ożenił się z Auguste Caroline z.d. Gutike we Wriezen 16 maja 1830. Auguste Studt zmarła w sierpniu 1845. Owdowiały architekt ożenił się ponownie 3 września 1850 z Wilhelmine z.d. Lampe (1820-1883). Jak podaje książka adresowa z 1852, Studt mieszkał w zaprojektowanej przez siebie kamienicy przy pl. Czystym (Salvatorplatz) pod numerem 4. W późniejszym okresie (1868) zajmował mieszkanie przy dzisiejszej ul. Tadeusza Kościuszki (Tauentzienstraße) 26b.

## Poświadczone dzieła
- szkoła elementarna i dla ubogich (Elementar- und Armen-Schulhaus) przy pl. św. Krzysztofa (Christophoriplatz) we Wrocławiu, 1834[11]
- gimnazjum św. Elżbiety przy ul. św. Elżbiety 4 (An der Elisabethkirche 3–5) we Wrocławiu, ok. 1832–1834[12] (budynek zachowany, rozbudowany 1872 i podwyższony 1883)
- szkoła przy ul. Wybrzeże Stanisława Wyspiańskiego (Ufergasse) we Wrocławiu, 1836[11]
- most na Bystrzycy w Leśnicy, 1839[5] (obecnie w tym miejscu mosty Średzkie)
- most Książęcy (Fürstenbrücke) na Starej Odrze[5] (obecnie w tym miejscu most Szczytnicki)
- dom własny[10] przy placu Czystym 3-4 (Salvatorplatz) we Wrocławiu, 1845
- przebudowa młynów Przedniego i Średniego (Vorder- und Mittelmühle) w okolicach mostu Pomorskiego Południowego, 1841-1845[5]
- pawilon wystawowy Śląskiej Wystawy Przemysłowej na obecnym placu Wolności, 1852 - o stalowej konstrukcji szkieletowej, w układzie bazylikowym, z trzykondygnacyjnym skrzydłem poprzecznym w połowie długości
- szkoła przy ulicy Pomorskiej (Am Wäldchen) we Wrocławiu[5]
- przebudowa wodociągów w południowej części Starego Miasta we Wrocławiu[5]
- plan pomiarowy Wrocławia[5]

## Linki internetowe
- Archiwum budowlane miasta Wrocławia; Gimnazjum św. Elżbiety. Muzeum Architektury we Wrocławiu. [dostęp 2012-01-11].
- Archiwum budowlane miasta Wrocławia; Kamienica, Czysty plac 3-4. Muzeum Architektury we Wrocławiu. [dostęp 2012-01-11].